# Tolian Soran
Tolian Soran is een personage uit het Star Trek universum, uit de zevende Star Trekfilm Star Trek: Generations. Soran werd gespeeld door de Britse acteur Malcolm McDowell.

## El-Auriaan
Dr. Tolian Soran was een El-Auriaan, een langlevend ras van de planeet El-Auria. Soran was meer dan 300 jaar oud. Hij was met andere El-Aurianen op de vlucht voor de Borg, toen hun transportschip SS Lakul in een ruimte energielint, de Nexus, werd getrokken. (2293) De USS Enterprise NCC-1701-B kon enkele tientallen vluchtelingen redden, waaronder Soran en Guinan. Bij de reddingspoging werd kapitein James T. Kirk in de Nexus gezogen. De Nexus vormde een droomwereld, waarin Sorans gezin nog leefde, terwijl zij in het echte leven waren gedood door de Borg. Daarom zocht hij vele jaren lang naar een manier om weer terug in de Nexus te geraken.

## Amargosa
80 jaar later was hij nog steeds op zoek. Hij werkte al een aantal jaren op het Amargosa observatorium aan een plan om sterren op te blazen om zo de baan van de Nexus te veranderen. Hij was vrijwel klaar met zijn plan om de Amargosa ster te vernietigen, toen het Amargosa ruimtestation in 2371 werd overvallen door de Romulanen. Hij werd gered door de bemanning van de USS Enterprise NCC-1701-D, maar kon wat later toch de ster opblazen. Daarna werd hij opgepikt door de Duras zusters Lursa en B'Etor, die voor hem werkten in ruil voor de Sorans hulp bij de ontwikkeling van een nieuw trilithium wapen.

## Veridian 3
Ze gingen op weg naar de planeet Veridian 3, waar Soran werd afgezet. De Enterprise vernietigde in een ruimtegevecht de Klingon Bird of Prey van de Duras-zusters, maar kon niet verhinderen dat Soran een raket naar de Veridian ster schoot, die daarop ontplofte. Hierdoor werd de baan van de Nexus net genoeg veranderd om het energielint de planeet te laten raken. De Nexus slokte Soran en de ook op de planeet aanwezige Jean-Luc Picard op.

## De Nexus
In de Nexus zocht Picard met hulp van Guinan (een beeld van haar dat in de Nexus was blijven hangen van 80 jaar geleden) kapitein Kirk op en samen besloten ze de lancering van Sorans raket te stoppen. Vanuit de Nexus kan men namelijk overal naartoe, waar of wanneer men maar wil. Hoewel Kirk hierbij om het leven kwam, kon de lancering worden verhinderd. Picard had namelijk de vastzetklemmen van de raket geactiveerd, waardoor het hele lanceerplatform, mét Soran erbij, in de lucht vloog.